# آببر كلدكت (بيدفوردشير)
آببر كلدكت (بالإنجليزية: Upper Caldecote)‏ هي قرية تقع في المملكة المتحدة في شرق إنجلترا.